# ブロモ山
ブロモ山（ブロモさん、インドネシア語: Gunung Bromo）は、インドネシアのジャワ島東部、マランの北東約30 kmに位置する火山。テンゲル・カルデラ（英語: Tengger Caldera）の中央火口丘を構成し、ブロモ・テンゲル・スメル国立公園内に位置する。標高は2,329 m。活動が活発なことで知られている。ブロモ山の隣にある円錐台形のバトー山はスコリア丘であり、このカルデラ火山で最も新しい火山である。
ブロモ山はインドネシアの最も訪問された火山の1つ。スラバヤから日帰り観光も可能である。カルデラの南方にはジャワ島で最も高い火山のスメル山がある。
山の周辺には山地・低地の熱帯雨林のほか、砂漠、サバナ、湖、亜高山帯などの生態系が見られる。一帯に東洋区の生物相が豊富であり、ブナ科、クワ科、ウルシ科、ラン科などの植物が多く生える。付近に生息しているマレーセンザンコウ、ヒョウ、マレーヤマアラシ、インドキョンなどの哺乳類やシロガシラトビ、モルッカチョウゲンボウ、マクジャク、ジャワショウビン、スンダベニサンショウクイなどの鳥類が保護対象種に指定されている。2015年にスメル山や付近のアルジュノ＝ウェリラン山を含む地域はユネスコの生物圏保護区に登録された。周辺の経済活動は観光であり、牛、山羊、羊、馬、兎、鶏などの畜産も行われる。

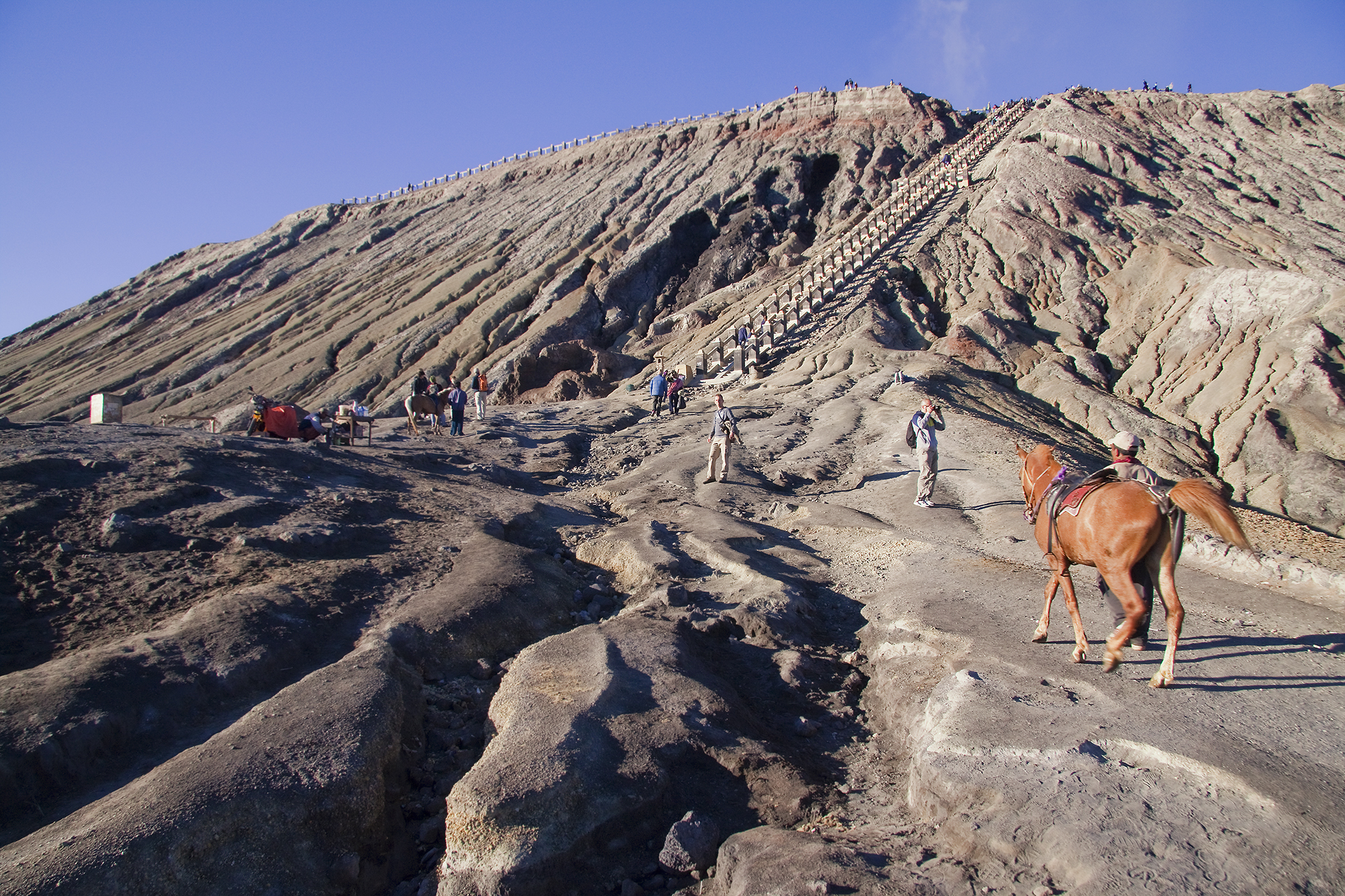
麓から
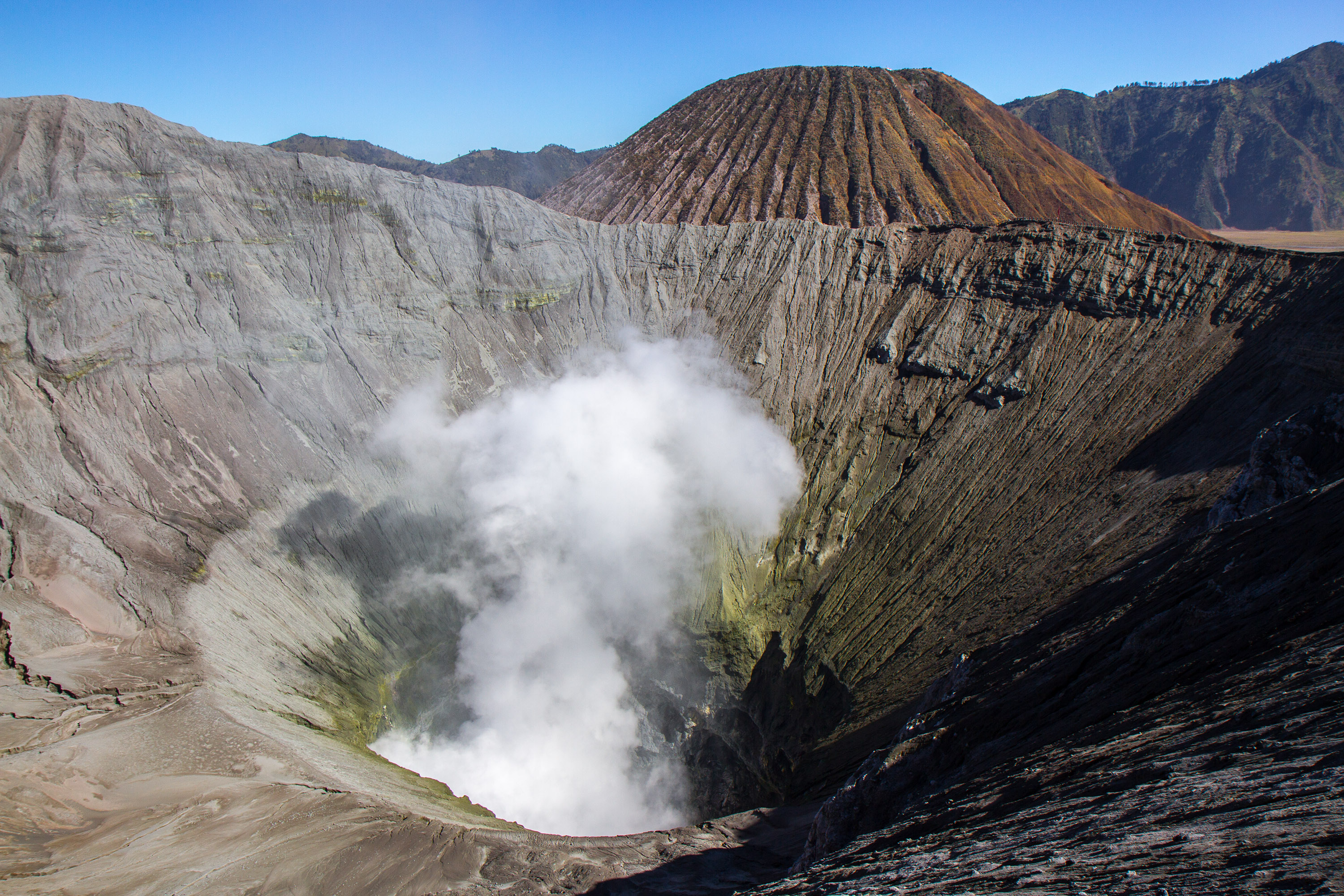
ブロモ山の火口と右にバトー山
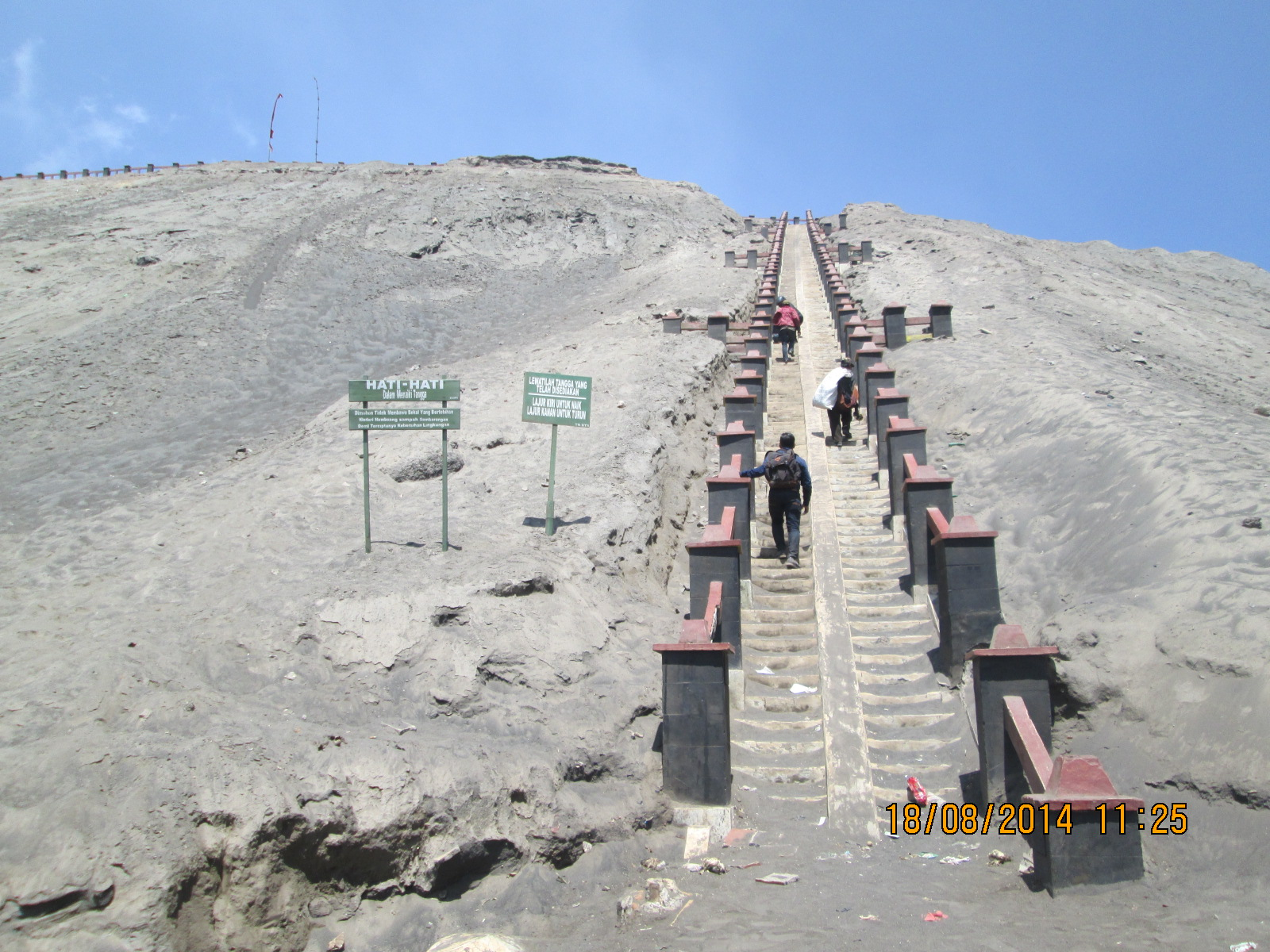
火口縁に登るための階段
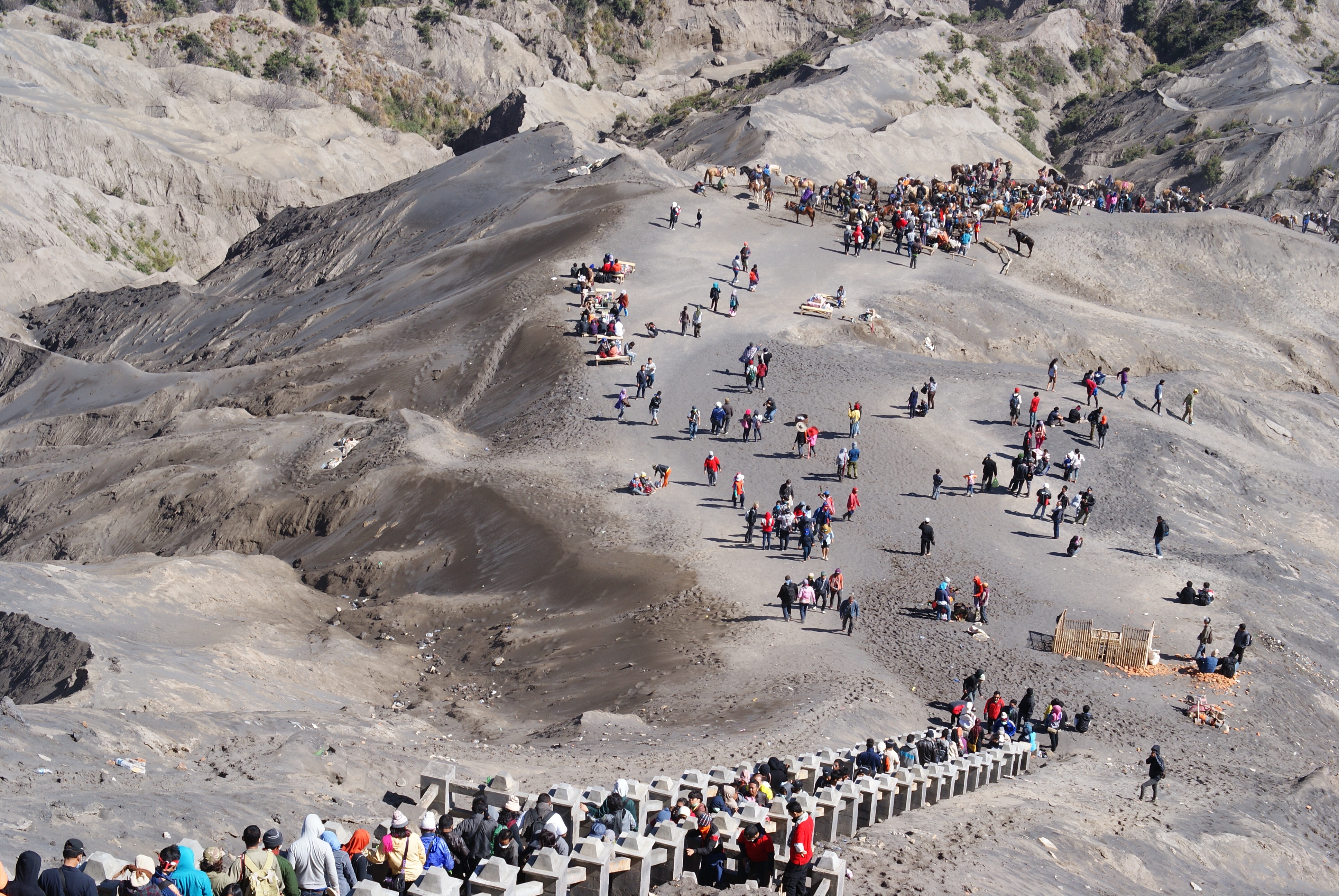
連なる観光客
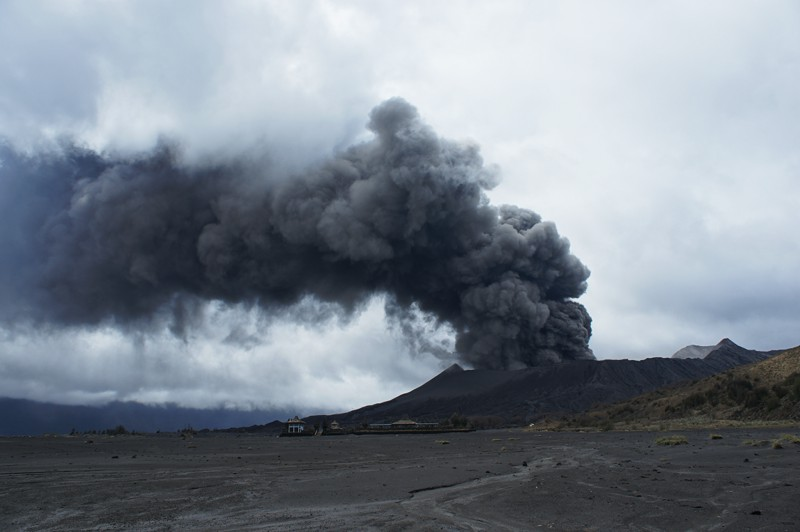
2011年1月22日の噴火
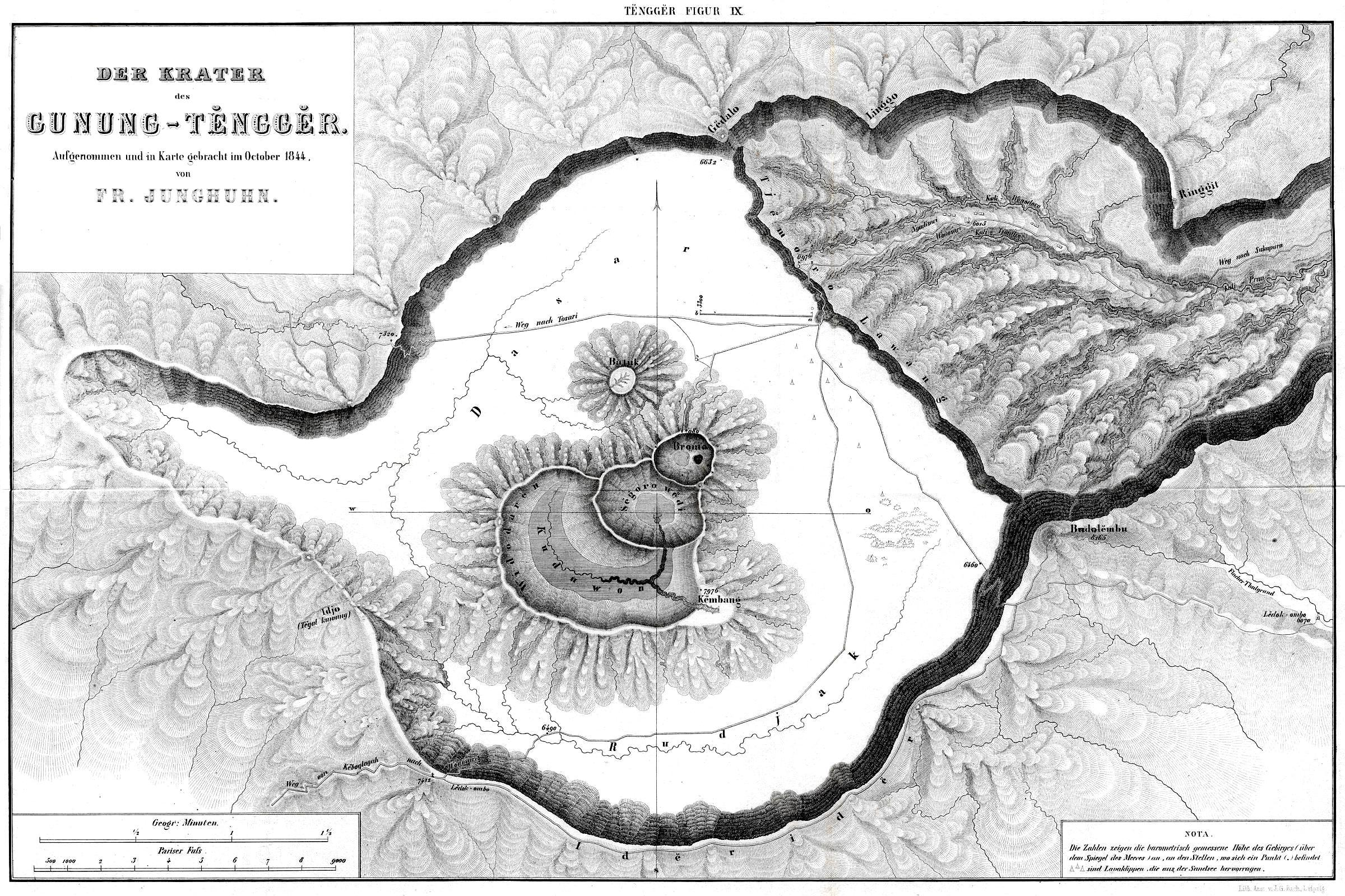
テンゲル・カルデラの地形図 中央の右上の小さな火口がブロモ山